# 亨利·奥克瓦尔
亨利·奥克瓦尔（瑞典語：Henry Åkervall，1937年8月24日—2000年2月18日），加拿大男子冰球运动员，场上位置是前锋。他曾代表加拿大参加1964年冬季奥林匹克运动会冰球比赛，获得第4名。